# The Raven (film 1912)
The Raven è un cortometraggio muto del 1912. Il nome del regista non viene riportato nei titoli. È la prima trasposizione per lo schermo della poesia The Raven di Edgar Allan Poe. Il ruolo dello scrittore è ricoperto da Guy Oliver.

## Produzione
Il film fu prodotto dall'Eclair American.

## Distribuzione
Distribuito dalla Motion Picture Distributors and Sales Company, il film uscì nelle sale cinematografiche USA il 7 maggio 1912.